# Creste
Creste est une ancienne commune française, située dans le département du Puy-de-Dôme en région Auvergne-Rhône-Alpes.

## Géographie

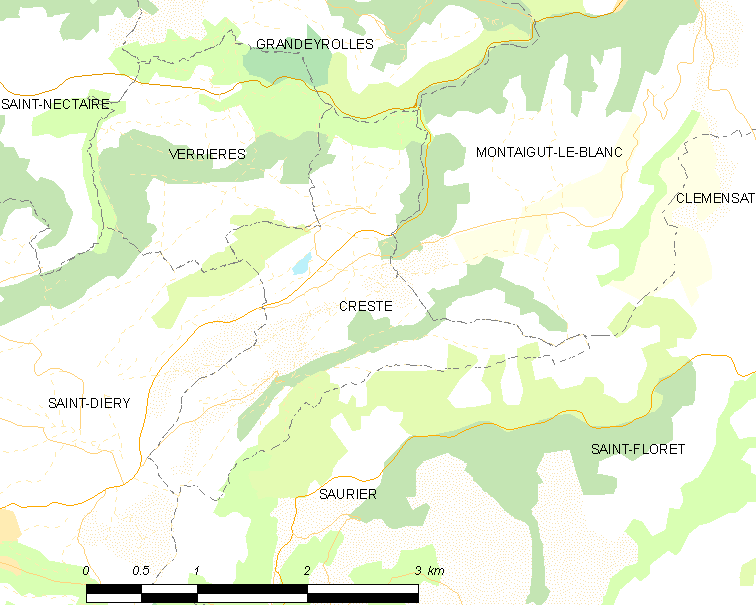
Carte de la commune.

## Histoire
Le 1er janvier 2019, elle a fusionné avec Saint-Diéry, la nouvelle commune conservant ce dernier nom. De ce fait, elle est rattachée à la communauté de communes du Massif du Sancy.

## Politique et administration
| Période                                  | Période       | Identité           | Étiquette | Qualité             |
| ---------------------------------------- | ------------- | ------------------ | --------- | ------------------- |
| Les données manquantes sont à compléter. |               |                    |           |                     |
| mars 2008                                | décembre 2018 | Jean-Louis Graille |           | Exploitant agricole |

## Population et société

### Démographie
L'évolution du nombre d'habitants est connue à travers les recensements de la population effectués dans la commune depuis 1793. Pour les communes de moins de 10 000 habitants, une enquête de recensement portant sur toute la population est réalisée tous les cinq ans, les populations de référence des années intermédiaires étant quant à elles estimées par interpolation ou extrapolation. Pour la commune, le premier recensement exhaustif entrant dans le cadre du nouveau dispositif a été réalisé en 2007.

En 2016, la commune comptait 50 habitants, en évolution de −3,85 % par rapport à 2010 (Puy-de-Dôme : +2,1 %, France hors Mayotte : +2,11 %).
| 1793 | 1800 | 1806 | 1821 | 1831 | 1836 | 1841 | 1846 | 1851 |
| ---- | ---- | ---- | ---- | ---- | ---- | ---- | ---- | ---- |
| 142  | 154  | 151  | 151  | 130  | 154  | 159  | 170  | 175  |

| 1856 | 1861 | 1866 | 1872 | 1876 | 1881 | 1886 | 1891 | 1896 |
| ---- | ---- | ---- | ---- | ---- | ---- | ---- | ---- | ---- |
| 165  | 140  | 140  | 136  | 124  | 134  | 125  | 137  | 153  |

| 1901 | 1906 | 1911 | 1921 | 1926 | 1931 | 1936 | 1946 | 1954 |
| ---- | ---- | ---- | ---- | ---- | ---- | ---- | ---- | ---- |
| 150  | 140  | 130  | 94   | 98   | 92   | 95   | 77   | 57   |

| 1962 | 1968 | 1975 | 1982 | 1990 | 1999 | 2006 | 2007 | 2012 |
| ---- | ---- | ---- | ---- | ---- | ---- | ---- | ---- | ---- |
| 56   | 42   | 35   | 37   | 31   | 41   | 53   | 55   | 53   |

| 2016 | - | - | - | - | - | - | - | - |
| ---- | - | - | - | - | - | - | - | - |
| 50   | - | - | - | - | - | - | - | - |